# Paradorydium tadschicum
Paradorydium tadschicum är en insektsart som beskrevs av Dlabola 1961. Paradorydium tadschicum ingår i släktet Paradorydium och familjen dvärgstritar. Inga underarter finns listade i Catalogue of Life.